# Верлен, Поль
Поль Мари́ Верле́н (фр. Paul Marie Verlaine, 30 марта 1844 — 8 января 1896) — французский поэт-импрессионист, один из основоположников импрессионизма и символизма.

## Биография
Поль-Мари родился 30 марта 1844 года в Меце в семье Николя-Огюста Верлена, капитана инженерных войск, и Элизы-Жюли-Жозеф-Стефани Деэ. В раннем детстве семья Верлена часто переезжает из-за гарнизонной службы отца (Мец, Монпелье, Ним, Сет и снова Мец).
В 1851 отец Поля уходит в отставку, и семья поселяется в парижском предместье Батиньоль. В 1853 Верлен поступает в пансион Ландри (улица Шапталь, 32). В 1855 он поступает в седьмой (начальный) класс лицея Бонапарта (будущ. Кондорсе).
В 1858 Верлен начинает писать стихи, знакомится с поэзией Гюго, Банвиля, Готье, Бодлера, Леконта де Лиля, Глатиньи, посылает Виктору Гюго стихотворение «Смерть» (12 декабря). В 1860 году Верлен начинает дружить с Эдмоном Лепелетье, своим будущим душеприказчиком и биографом.
В 1862 финансовое положение семьи ухудшается из-за неудачных вкладов. Верлен получает степень бакалавра словесности (с отличием по латыни), записывается в Школу права и занимается арифметикой, надеясь сдать экзамен в Министерство финансов. Начинает пить и посещать публичные дома. Зачитывается «Силой и материей» Бюхнера. В 1863 он знакомится с поэтом и критиком Луи-Ксавье де Рикаром; в республиканском салоне маркизы де Рикар (бульвар Батиньоль, 10) собеседники Верлена — Теодор де Банвиль, Огюст Вилье де Лиль-Адан, Франсуа Коппе, Катюль Мендес, Сюлли Прюдом, Хосе Мариа Эредиа. В августе этого же года выходит первая публикация Верлена в журнале Рикара «Обозрение прогресса» (сонет «Господин Прюдом»).
1864 — Январь-март. Верлен работает в страховой компании, затем в мэрии IX округа Парижа. Бросает занятия в Школе права. Осень-зима. Посещает кружок Катюлля Мендеса (Прюдом, Вилье де Лиль-Адан, Леон Дьеркс, Эредиа, Альбер Глатиньи).
1865 — Верлен работает экспедитором в мэрии Парижа. Ноябрь-декабрь. Верлен публикует эссе о Бодлере и несколько стихотворений в новом журнале Рикара «Искусство». Знакомится с издателем Альфонсом Лемером, в книжном магазине которого (пассаж Шуазель, 47) собираются будущие парнасцы. Посещает вечера Теодора де Банвиля в его квартире на улице Конде. 30 декабря. Смерть отца.
1866 — Январь. Верлен с матерью переезжают на улицу Леклюз, 26. Март. Первый выпуск альманаха «Современный Парнас» (издатель Альфонс Лемер). 28 апреля. Восемь стихотворений Верлена опубликованы в девятой книжке «Современного Парнаса» (их читает двенадцатилетний Рембо). Ноябрь. Выходит сборник «Сатурнийские стихи» (издатель Альфонс Лемер). 

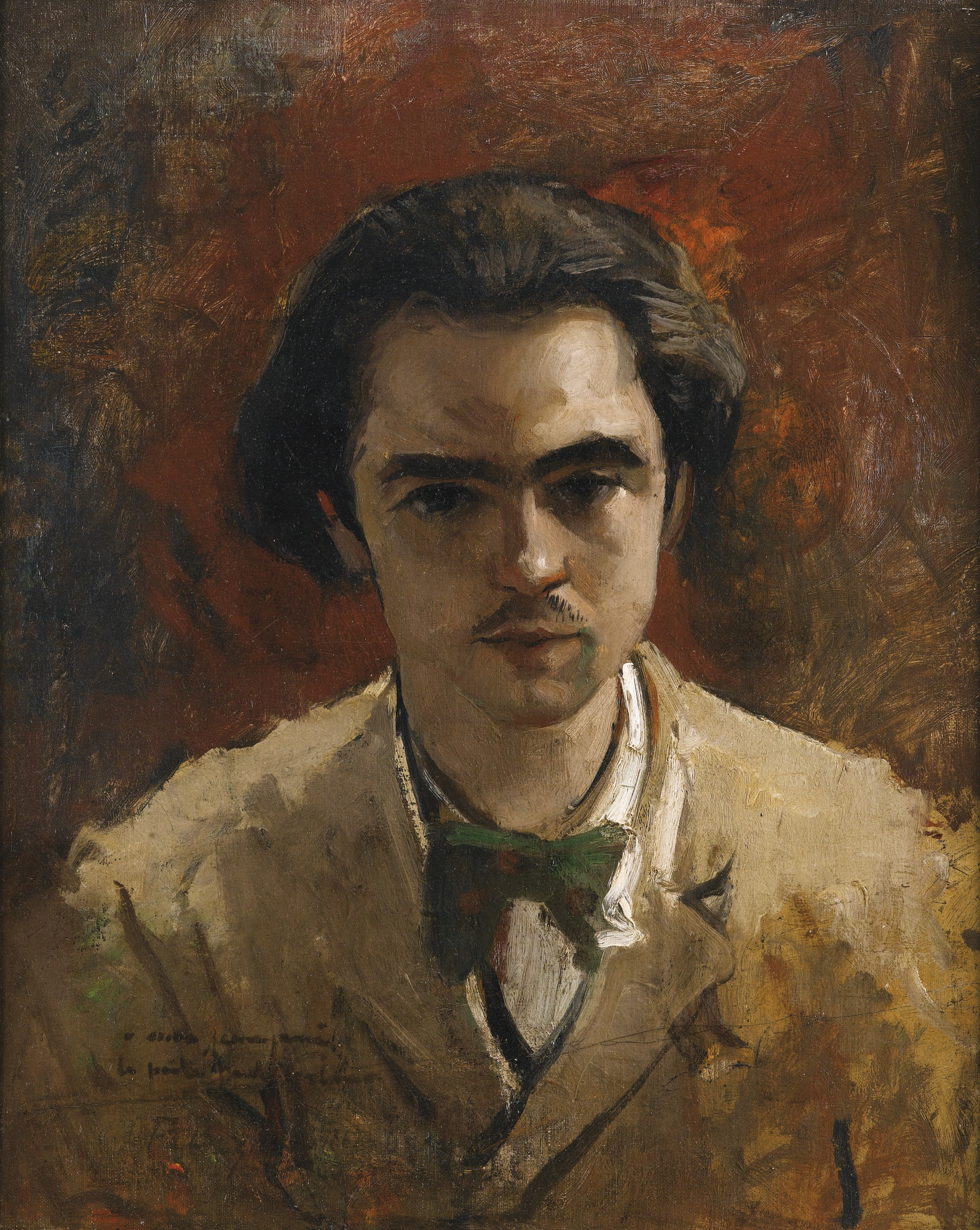
П. Верлен. Портрет работы Фредерика Базиля, ок. 1866

1867 — 16 февраля. Смерть Элизы Дюжарден (в девичестве Монкомбль), кузины Верлена и подруги его детства, оставшись сиротой, Элиза была взята на воспитание родителями Верлена. После своего замужества она помогла Верлену материально в издании его первого поэтического сборника. Верлен тяжело переживает утрату, ищет забвения в абсенте. 25 июля. Верлен начинает сотрудничать с сатирическим журналом публициста и будущего коммунара Эжена Вермерша «Майский жук». 12 августа. В Брюсселе Верлен тепло принят Виктором Гюго. 31 августа. В Париже умирает Шарль Бодлер. 2 сентября. Верлен присутствует на похоронах Бодлера на Монпарнасском кладбище. Декабрь. В Брюсселе под псевдонимом Пабло де Эрланьез выходит плакетка Верлена «Подруги, сцены сапфической любви» (издатель Огюст Пуле-Маласси).
1868 — Вместе с парнасцами Верлен завсегдатай салона Нины де Вийар (улица Шапталь, 17); среди гостей салона — Берлиоз, Вагнер, Мане. 6 мая. Суд города Лилля выносит решение о конфискации и уничтожении тиража «Подруг», а издателя приговаривает к 500 франкам штрафа. Август. Верлен проводит каникулы у родственников в Палиселе (Бельгия).
1869 — Февраль. Выходит сборник «Галантные празднества» (издатель Альфонс Лемер). 22 Марта. Верлен с матерью едут в Палисель на похороны тёти; Верлен пьянствует, семья и местные власти призывают его к порядку; мадам Верлен решает женить сына на одной из палисельских кузин. Июнь. Музыкант из салона Нины Шарль де Сиври знакомит Верлена со своей кузиной Матильдой Моте де Флервиль. Июль. Мадам Верлен увозит сына к родственникам в Фанпу (Арденны) и возвращается в Париж. Верлен пьянствует. 18-20 июля. В письме к Шарлю де Сиври Верлен просит руки Матильды Моте (отчасти, чтобы избежать палисельской кузины), ответ сдержанно обнадёживающий (отца пятнадцатилетней Матильды приходится долго уговаривать); Верлен бросает пить и начинает ухаживания. Осень-зима. По вторникам Верлен принимает друзей (Коппе, Шарль и Антуан Кро, Лепелетье, Рикар, Сиври, Валад, Матильда).
1870 — Июнь. Сборник «Добрая песня», посвящённый Матильде (издатель Альфонс Лемер, в продажу поступит в январе 1872). 11 августа. Венчание Поля и Матильды в Нотр-Дам де Клиньянкур (на Монмартре); молодожёны поселяются на улице Кардинала Лемуана, 2. Июль-сентябрь. Франко-прусская война. 22 августа. В письме к своему учителю Жоржу Изамбару Рембо восхищается «Галантными празднествами» и «Доброй песнью». 2 сентября. Седанская катастрофа. 4 сентября. Провозглашение Республики; всеобщая мобилизация; Верлен вступает добровольцем в Национальную гвардию.

Дом Моте на улице Николе, 14

1871 — Январь. Прусские войска осаждают Париж; бомбардировка столицы; Поль и Матильда переезжают на бульвар Сен-Жермен, где устраивают салон (среди новых гостей — поэт Эжен Пелетан, художник Феликс Регаме, композитор Эрнест Кабане). Март-май. Парижская коммуна; несмотря на приказ Тьера, запрещающий чиновникам выходить на службу, Верлен при Коммуне продолжает работать в мэрии, в отделе печати. Поль и Матильда возвращаются на улицу Кардинала Лемуана; после падения Коммуны, опасаясь доносов, уезжают к родственникам Верлена в Фанпу и Леклюз. Август. Возвращаются в Париж, поселяются в доме Моте на улице Николе, 14.
Конец августа — начало сентября. Письма Артюра Рембо к Верлену (стихи и просьба о поддержке). Сентябрь. Верлен приглашает Рембо в Париж и оплачивает ему дорогу. 10 сентября. Рембо в Париже; он поселяется у Моте, откуда его в скором времени изгоняют за грубость и нечистоплотность; Рембо живёт по очереди у Банвиля, Шарля Кро, композитора Кабане, художника Форена. Верлен и Рембо принимают участие в собраниях литературных кружков «Дрянные мальчишки» и «Чертыхатели», пьянствуют, их дружба перерастает, как они выражаются, в «жестокую страсть» двух поэтов. Конец октября. Первая ссора Верлена с Матильдой из-за Рембо, который пытается вырвать Поэта-Верлена из удушливой мелкобуржуазной обстановки семейства Моте;
30 октября. Рождение Жоржа Верлена, сына Поля и Матильды. Конец декабря. На очередном обеде «Дрянных мальчишек» Рембо устраивает скандал и легко ранит тростью-шпагой фотографа Каржа́; Рембо изгнан из кружка; Верлен снимает для него комнату на улице Кампань-Премьер, 14.
1872 — Январь. Анри Фантен-Латур пишет картину «Угол стола», на которой, среди прочих парнасцев, изображает Верлена и Рембо. 13 января. Ссора между Полем и Матильдой; Верлен бьёт жену и угрожает убить сына; несколько дней Верлен скрывается на квартире у матери. Середина января. Матильда увозит Жоржа к родственникам в Периге. Верлен поселяется у Рембо на улице Кампань-Премьер. 20 января. Верлен пишет Матильде письмо с просьбой простить его. Начало февраля. Семья Моте де Флервиль начинает бракоразводный процесс. Март. Верлен обещает Матильде порвать с Рембо; Рембо по просьбе Верлена уезжает в Шарлевиль; бракоразводный процесс приостановлен; Верлен возвращается к жене, но продолжает тайком переписываться с Рембо. Верлен устраивается на работу в страховую компанию. Апрель. Верлен просит Рембо вернуться. Начало мая. Пьяный Верлен похищает маленького Жоржа и уносит его к матери; на следующее утро Матильда обращается к своему поверенному с просьбой о возобновлении бракоразводного процесса. 18 мая. Рембо возвращается в Париж. Май-июнь. Верлен несколько раз угрожает убить Матильду. Верлен и Рембо, развлекаясь, дерутся на ножах; свои раны Верлен объясняет уроками фехтования. 7 июля. Верлен выходит за доктором для заболевшей Матильды и встречает Рембо; они решают немедленно уехать из Парижа в Аррас, где попадают в жандармерию, которая высылает их обратно; в Париже они пересаживаются на другой поезд и едут в Брюссель. Во Франции продолжаются жестокие преследования тех, кто во времена Коммуны сотрудничал с властями или просто продолжал работать в учреждениях, многие из знакомых и друзей Верлена оказались в тюрьме, Верлен находится под подозрением у новой власти и ему угрожает нешуточная опасность, за ним постоянно ведётся слежка, спасаясь от преследований, он решает бежать за границу. Июль. Верлен и Рембо бродяжничают в Бельгии. 21 июля. Матильда в сопровождении своей матери едет в Брюссель, чтобы вернуть Поля; им это почти удаётся, но Верлен бросает их на пограничной станции и вместе с Рембо, который тайком едет в том же поезде, возвращается в Брюссель. 7-9 сентября. Верлен и Рембо едут в Лондон (поселяются по адресу Хоуленд-стрит, 34-35). Декабрь. Мать Рембо, узнав о том, что Моте обвиняют его в гомосексуальных отношениях с Верленом, приказывает сыну вернуться в Шарлевиль; Рембо подчиняется. Верлен заболевает, вызывает к себе мать и Рембо.

Дом на Ройал Колледж стрит, 8

1873 — Начало января. В Лондон приезжает мать Верлена. Середина января. В Лондон приезжает Рембо (дорогу ему оплачивает мать Верлена). Начало февраля. Мадам Верлен возвращается в Париж. Конец марта. Верлен хочет вернуться в Париж и помириться с Матильдой. 4 апреля. Верлен уезжает в Бельгию, сперва к знакомому матери аббату Делоню в Намюр, откуда пишет Матильде, прося о встрече и примирении (в ответ Матильда просит не надоедать ей письмами), затем в Жеонвиль к родственникам, где заканчивает «Песни без слов» и учит английский. 9-10 апреля. Рембо возвращается в Шарлевиль, где начинает «Лето в аду». 24-25 мая. Верлен и Рембо едут в Лондон и поселяются в двух маленьких комнатках на верхнем этаже дома N 8 на Грейт Колледж стрит (теперь это Ройал Колледж стрит, 8). Июнь. Верлен опять хочет вернуться к Матильде; постоянные ссоры с Рембо. 4 июля. После очередной ссоры Верлен уезжает в Брюссель, бросив Рембо без денег, и поселяется в гостинице «Льежуа», из Брюсселя он пишет письма жене, матери и Рембо, угрожая самоубийством. 5 июля. Мать Верлена приезжает в Брюссель. 8 июля. В Брюссель приезжает Рембо; он настаивает на своём возвращении в Париж, Верлен против. 10 июля. Утром Верлен покупает револьвер и напивается; около трёх часов дня в гостинице Верлен стреляет в Рембо и ранит его в запястье; Верлен с матерью отводят Рембо в больницу; Рембо продолжает настаивать на своём отъезде; Верлен с матерью провожают его на вокзал; по дороге Верлен угрожает застрелиться; испуганный Рембо бросается за помощью к полицейскому; арест Верлена, несмотря на то, что Рембо отказывается от всех своих обвинений. 11 июля. Верлена помещают в тюрьму предварительного заключения «Маленькие кармелиты». 20 июля. Рембо возвращается в Шарлевиль, на ферму Рош, где закончит «Лето в аду». 8 августа. Брюссельский суд приговаривает Верлена к двум годам тюрьмы. 27 августа. Верлена переводят в тюрьму одиночного заключения в Монс.
1874 — Март. Стараниями Эдмона Лепелетье в Сансе выходят «Песни без слов» (типография Мориса Лермита). Раздел имущества с Матильдой; Верлен приговорён к уплате алиментов; он переживает религиозный кризис, исповедуется.
1875 — 16 января. Освобождение Верлена. Февраль. Последняя встреча Верлена и Рембо в Штутгарте; религиозность Верлена раздражает Рембо; Рембо просит Верлена передать рукопись «Озарений» поэту Жермену Нуво (с которым путешествовал в Англию весной 1874) для возможного издания. Март. Верлен уезжает в Англию; устраивается преподавателем начальной школы в Стикни. Встречается в Лондоне с Жерменом Нуво и отдаёт ему «Озарения» (Нуво вернёт их Верлену осенью 1877, не найдя издателя). Октябрь. Верлен посылает свои стихотворения в Париж для публикации в третьем выпуске «Современного Парнаса», но бывшие коллеги во главе с Анатолем Франсом отказывают ему в этой чести. 12 декабря. Последнее письмо Верлена к Рембо.
1876—1877 — Верлен преподаёт латынь, французский и рисование в Стикни, Бостоне и Борнмуте.
1877 — Октябрь. Верлен возвращается во Францию. Устраивается преподавателем в католический колледж в Ретеле. Там он знакомится с Люсьеном Летинуа и фактически усыновляет его.
1878 — Весна-лето. Верлен дважды видится с сыном, безуспешно пытается возобновить отношения с Матильдой.
1879 — Конец лета. Верлен напивается в компании своих учеников, к тому же выясняется, что он имеет судимость; Верлен покидает Ретель и уезжает в Лондон с Летинуа.
1880 — Март. Верлен покупает ферму в Жюнивиле на имя родителей Летинуа и поселяется там рядом с семьёй Люсьена, который занимается сельским хозяйством. Декабрь. Выходит сборник «Мудрость» (издатель Виктор Пальме).
1882 — В результате неудачного ведения дел родителями Летинуа ферму в Жюнивиле продают за долги. Июль. Верлен возвращается в Париж налаживать литературные связи и безуспешно пытается получить место в мэрии (живёт в гостинице в районе Булонского леса по адресу улица Паршан, 5).
1883 — 7 апреля. Люсьен Летинуа внезапно умирает от тифа. Верлен тяжело переживает его смерть, впоследствии он посвятит ему серию из 25 пронзительных стихов, оплакивая безвременную смерть своего приёмного сына, они войдут в сборник «Любовь». Июль-сентябрь. Мать Верлена покупает у родителей Люсьена ферму в Куломе и переезжает туда с сыном. Верлен снова пьёт.
1884 — Март. Ванье издаёт сборник эссе Верлена об Артюре Рембо, Тристане Корбьере и Стефане Малларме под названием «Про́клятые поэты». Ноябрь. Выходит сборник «Давно и недавно» (издатель Леон Ванье).
1885 — Февраль. После ссоры мать Верлена скрывается от него у соседей; Верлен врывается к соседям, буянит, угрожает покончить с собой, если она не вернётся домой; мадам Верлен подаёт на сына в суд. 8 марта. Верлен продаёт дом в Куломе. 24 марта. Суд Вузье приговаривает Верлена к месяцу тюрьмы и 500 франкам штрафа. Май. Официально оформлен развод Верлена и Матильды. Июль. Верлен с матерью переезжают в Париж (живут в тупике Сен-Франсуа, 6 — улица Моро, 5). Август. Из-за артрита Верлен не может ходить. Ноябрь. Верлен работает над серией литературных портретов «Люди наших дней». Предвестья славы: первая песня на стихи Верлена (Эрнест Амедей Шоссон — на стихотворение «И месяц белый…», сб. «Добрая песня»); литературная карикатура на Верлена в пародийном сборнике Анри Боклера и Габриэля Викера «Бесформенности, декадентские стихи Адоре Флупета».
1886 — Январь. Гюстав Кан и Жан Мореас основывают газету «Символист». 21 января. Умирает мать. Матильда добивается мирового соглашения, по которому уплачивает долги Поля, а наследство мадам Верлен (20 000 франков) забирает себе в счёт невыплаченных алиментов; Верлен остаётся без средств к существованию. Февраль. Умирает тётка Верлена, он получает в наследство 2400 франков. Февраль-март. Связь Верлена с проституткой Мари Гамбье; когда наследство иссякает, Мари бросает Верлена. Весна. Верлен знакомится с художником и куплетистом Фредериком-Огюстом Казальсом (их дружба будет продолжаться до смерти Верлена). 10 апреля. Первый номер газеты «Декадент» Анатоля Бажю и Мориса дю Плесси. 18 сентября. Мореас публикует в литературном приложении к газете «Фигаро» манифест символизма, в котором Верлен назван предшественником новой поэтической школы (вместе с Бодлером и Малларме). Октябрь-ноябрь. В издательстве Леона Ванье выходит проза Верлена «Воспоминания вдовца» и «Луиза Леклерк». 30 октября. Матильда выходит замуж за Бьянвеню-Огюста Дельпорта и в связи со сменой фамилии снимает запрет на публикацию «Озарений» Рембо, неосмотрительно оставленных Верленом осенью 1877 года на хранение Шарлю де Сиври (кузену Матильды). Ноябрь 1886 — март 1887. Верлен лежит в больнице.
1887 — Верлен кочует из больницы в больницу. Сентябрь. Встречает проститутку Филомену Буден, которая становится его любовницей.
1888 — Январь. Жюль Леметр публикует в «Синем журнале» статью «Поль Верлен, символисты и декаденты». Март. Выходит сборник «Любовь» (издатель Леон Ванье). Верлен поселяется в гостинице на улице Руайе-Коллар, 14, затем переезжает в гостиницу на улице Сен-Жак, 216; устраивает у себя литературные «среды». Август. Второе издание «про́клятых поэтов», дополненное очерками о Марселине Деборд-Вальмор, Огюсте Вилье де Лиль-Адане и «бедном Лелиане» (Pauvre Lélian — анаграмма имени Paul Verlaine). Ноябрь 1888 — февраль 1889. В больнице. Шарль Морис публикует у Ванье книгу «Поль Верлен».
1889 — Февраль. Верлен поселяется в гостинице на улице Вожирар, 4, возобновляет «среды». Июнь. Выходит сборник «Параллельно» (издатель Леон Ванье). Июль-август. В больнице. Август-сентябрь. За счёт друзей лечится на курорте в Экс-ле-Бен. Сентябрь 1889 — февраль 1890. В больнице.
1890 — Февраль. Верлен поселяется у Филомены на улице Сен-Жак. Июль. Министерство народного просвещения выплачивает Верлену пособие в размере 200 франков. Декабрь. Выходит сборник «Посвящения» (издатель Леон Ванье); В Брюсселе подпольно выходит сборник эротических стихов Верлена «Женщины» (издатель Кистемекерс).
1891 — Январь-февраль. В больнице. Май. На бенефисе Верлена и Поля Гогена «Театр искусства» представляет пьесу Верлена «Одни и другие». Верлен знакомится с Эжени Кранц, бывшей танцовщицей, приятельницей Филомены; Эжени становится любовницей Верлена и вскоре разоряет его. Май-июнь. Выходит сборник «Счастье» и пьеса «Одни и другие» (издатель Леон Ванье), в издательстве «Фаскель» (серия «Библиотека Шарпантье») выходят «Избранные стихотворения» Верлена. Октябрь 1891 — январь 1892. В больнице. Ноябрь. Выходит автобиографическая проза Верлена «Мои больницы» (издатель Леон Ванье). 10 ноября. В Марселе от саркомы умирает Артюр Рембо. Декабрь. Выходит сборник «Песни для неё» (издатель Леон Ванье).
1892 — Январь-февраль. Выйдя из больницы, некоторое время живёт с Эжени; как только деньги заканчиваются, Эжени бросает Верлена. Апрель. В серии «Библиотека святого Грааля» выходит сборник «Сокровенные обедни». Август-октябрь. В больнице. 2-14 ноября. По приглашению голландских литераторов Верлен едет в Голландию с лекциями о литературе. Декабрь 1892 — январь 1893. В больнице.
1893 — Январь. Верлен и Эжени поселяются на улице Фосс-Сен-Жак, 9. Февраль-март. По приглашению бельгийских литераторов Верлен едет в Бельгию с лекциями о литературе. Май-июнь. Выходят сборники «Элегии», «Оды в её честь» и автобиографическая проза «Мои тюрьмы» (издатель Леон Ванье). Июнь-ноябрь. В больнице; рожистое воспаление на левой ноге, регулярные пункции; в больнице Верлена навещает Филомена. Август. Верлен выдвигает свою кандидатуру во Французскую Академию на место скончавшегося Ипполита Тэна. Октябрь. Верлен не получает кресло Тэна. Ноябрь. Верлен переезжает к Филомене. Ноябрь-декабрь. По приглашению английских литераторов Верлен едет с лекциями в Лондон, Оксфорд и Манчестер. Декабрь. Выходит книга лекций Верлена «Две недели в Голландии» (издатели Блок и Ванье). Верлен переезжает к Эжени на улицу Сен-Жак, 187.
1894 — Апрель. Верлен переезжает к Филомене. Май. Выходит сборник «В лимбе» (издатель Леон Ванье). Май-июль. В больнице; пытается восстановить отношения с Эжени. Август. Избран «принцем поэтов» вместо скончавшегося Шарля Леконт де Лиля; друзья Верлена во главе с Морисом Барресом и Робером де Монтескью-Фезансаком устанавливают для него ежемесячную пенсию (150 франков); Министерство народного просвещения выплачивает Верлену пособие в размере 500 франков (два таких же пособия будут выплачены в феврале и сентябре 1895). Октябрь. Постановка пьесы Верлена «Мадам Обен» в кафе «Прокоп». Верлен бросает Эжени и переезжает к Филомене. Декабрь. В издательстве журнала «Ля Плюм» (серия «Литературно-художественная библиотека») выходит сборник «Эпиграммы». Декабрь 1894 — январь 1895. В больнице.
1895 — Февраль. Верлен переезжает к Эжени. Май. В издательстве «Конец века» выходит «Исповедь» Верлена. Сентябрь. Вместе с Эжени переезжает на улицу Декарта, 39. Состояние Верлена резко ухудшается. Октябрь. Полное собрание сочинений Артюра Рембо с предисловием Верлена.

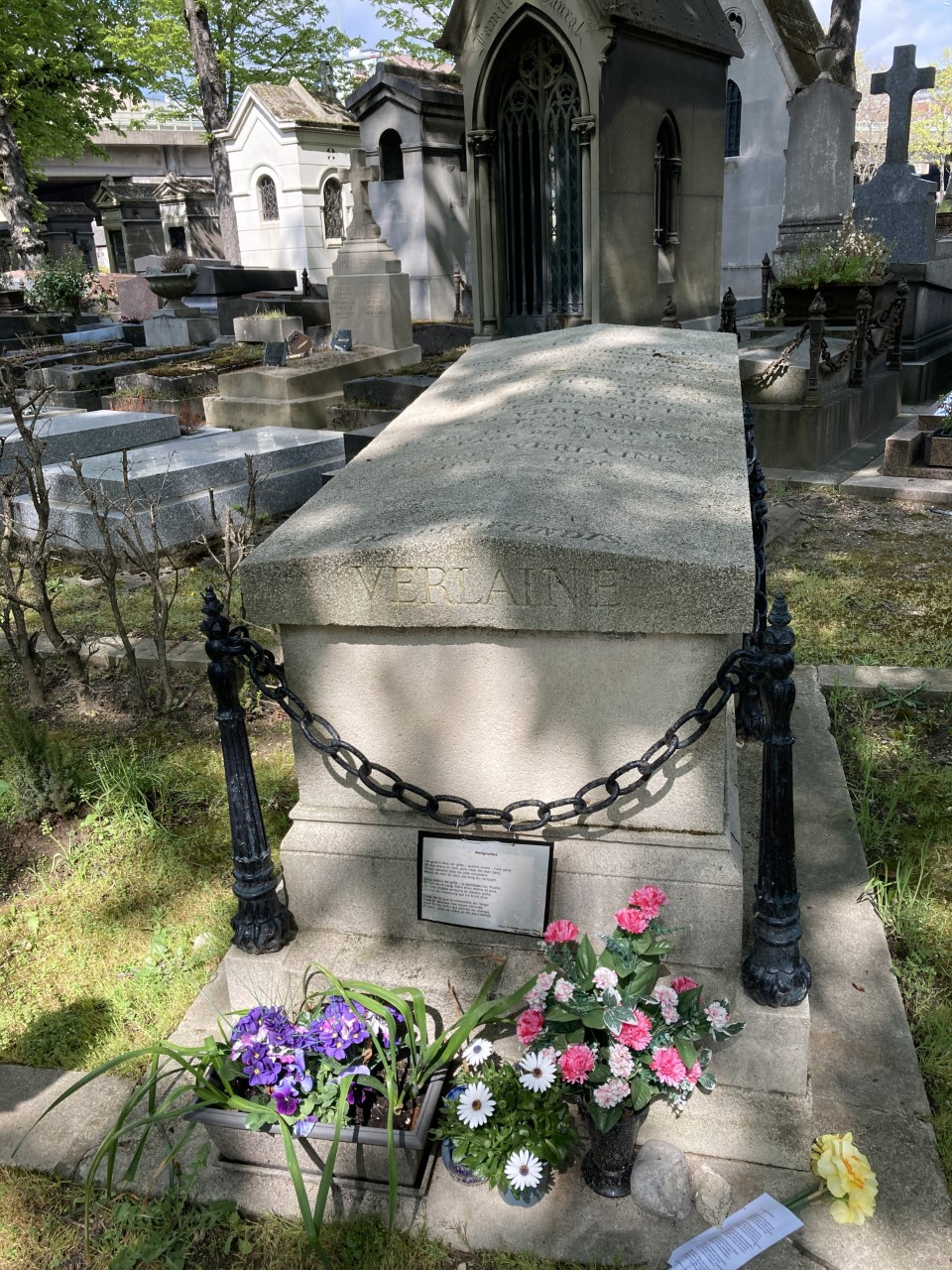
Могила Верлена, его родителей и сына на Батиньольском кладбище Парижа

1896 — 7 января. Верлен исповедуется. Ночью он падает с кровати, Эжени не может поднять его, и Верлен проводит всю ночь на холодном полу. 8 января. Верлен умирает от воспаления лёгких. 10 января. Отпевание в церкви Сент-Этьен-дю-Мон и торжественные похороны на Батиньольском кладбище. Февраль. В серии «Литературно-художественная библиотека» выходит сборник «Плоть». Декабрь. Выходит сборник «Инвективы» (издатель Леон Ванье).
1899 — Выходит полное собрание сочинений Верлена в пяти томах (издатель Леон Ванье).
1904 — Подпольно выходит сборник эротических стихов Верлена «Hombres» («Мужчины», издатель Альбер Мессен, наследник Ванье).
1907 — Выходит книга заметок Верлена «Путешествие француза по Франции» (издатель Альбер Мессен).
1911 — 28 мая. В Люксембургском саду открывается памятник Верлену работы Огюста де Нидерхаузерна-Родо.
1913 — Выходит сборник «Библио-сонеты» (издатель Анри Флури).
1926 — Выходит первый том неизданных произведений Верлена (издатель Бодинье).
1929 — Выходят второй и третий тома неизданных произведений Верлена (издатель Альбер Мессен).

## Поэзия Верлена
«Верлен был яснее своих учеников, — писал М. Горький, — в его всегда меланхолических и звучащих глубокой тоской стихах был ясно слышен вопль отчаяния, боль чуткой и нежной души, которая жаждет света, жаждет чистоты, ищет Бога и не находит, хочет любить людей и не может».
Поэтическое творчество Верлена началось в традициях парнасской школы. В его юношеских стихах сказалось стремление к чёткости образов, скульптурности речи. Но уже в первых зрелых сборниках Верлена «Сатурнические поэмы» (или «Сатурналии»; 1866) и «Галантные празднества» (1869) сквозь традиционную форму можно смутно разглядеть новые странные образы.
«Сатурнические поэмы» открываются обращением к «мудрецам прежних дней», учившим, что те, кто рождаются под знаком созвездия Сатурн, обладают беспокойным воображением, безволием, напрасно гонятся за идеалом и испытывают много горя.
Самые образы «Сатурнических поэм» порой раздваивались. Обычное вдруг поворачивалось неожиданной стороной — дым рисовал на небе странные фигуры.
Второй стихотворный сборник, «Галантные празднества», изображал утончённые развлечения XVIII столетия. Лирика и ирония причудливо сплелись в этой книге, как у Ватто — французского художника начала XVIII в., на полотнах которого дамы и кавалеры играют изысканный и чуть печальный спектакль:
Умышленно прихотливое построение стихов двух первых сборников, причудливость, неясность как бы отражённых образов, внимание к музыкальному звучанию строк подготовили появление лучшей поэтической книги Верлена «Романсы без слов» (1874). Само название сборника свидетельствует о стремлении Верлена усилить музыку стиха. Музыкальная гармония, по учению Платона, должна связывать душу человека с Вселенной, и Верлен стремился чрез музыку познать живущее в нём самом существо. Такой путь представлялся Верлену новаторским и единственно верным. Почти одновременно в стихотворении «Поэтическое искусство» он выдвинул требование музыкальности как основы импрессионистской поэтики: «Музыка — прежде всего».
«Романсы без слов» не связаны единой темой. Здесь и любовная лирика, урбанистические мотивы, и особенно тема природы. О чём бы ни писал Верлен, всё окрашено его меланхолией, его неясной тоской. Взгляд Верлена на мир напоминает пейзажи художников-импрессионистов. Он тоже любил изображать дождь, туманы, вечерние сумерки, когда случайный луч света выхватывает только часть неясной картины. Рисуя, например, путешествие в сад, Верлен только называет предметы, которые он видит. Но они не существуют отдельно от света, в котором они купаются, от дрожания воздуха, который их окружает. Существование вещей важно Верлену не в их материале, не в их объёмных формах, но в том, что их одушевляет, — в настроении. В поэзии Верлена мы наблюдаем дематериализацию вещей.
Верлен и не стремился к целостному воспроизведению материального мира. В «Романсах без слов» поэт окончательно отказался от традиций парнасцев — яркой декоративности и графической точности их рисунка, от исторических картин. Верлен редко обращался к последовательному рассказу. В его стихах почти нет событий. Если же они порой появлялись у Верлена, то одетые туманным флёром либо в виде стилизованной сказки, в виду ряда образов, одного за другим, как они рисовались его внутреннему взору. Он как будто сознательно отворачивался от реальных источников в мире и в истории людей, чтобы обратиться к своему сердцу.
Даже столь часто воспеваемая Верленом природа, импрессионистские пейзажи его стихов были в сущности пейзажами души поэта.
Отношение лирического героя Верлена к природе очень сложно. Природа настолько близка поэту, что он нередко на время отодвигается, замещается пейзажем, чтобы затем снова в нём ожить. Степень личного проникновения Верлена в природу так высока, что, идя по воспетым им равнинам, по пропитанным весенним воздухом улицам окраин, выглядывая с поэтом из окна в сиреневые сумерки, прислушиваясь к монотонному шуму дождя, мы имеем дело, в сущности, не с картинами и голосами природы, а с психологией самого Верлена, слившегося душой с печальным и прекрасным миром.
Пейзаж у Верлена уже не традиционный фон или аккомпанемент переживаниям человека. Сам мир уподобляется страстям и страданиям поэта. Такое смещение акцентов вызвано у Верлена не силой владеющих им страстей, но поразительной тонкостью чувств, которую он распространяет на всё, к чему обращён его взгляд. Каждое дерево, лист, дождевая капля, птица как будто издают едва слышный звук. Все вместе они образуют музыку верленовского поэтического мира.
Вне этой особенности, вне этой музыки нет поэзии Верлена. Именно здесь кроются истоки трудности, а подчас невозможности перевода стихов Поля Верлена на другие языки. Валерий Брюсов, много занимавшийся в России переводами поэзии Верлена, жаловался на постоянно подстерегающую опасность «превратить „Романсы без слов“ в „слова без романсов“». Самоё сочетание французских гласных, согласных и носовых звуков, пленяющих в поэзии Верлена, оказывается непередаваемым.
Одно из лучших стихотворений поэта «Осенняя песня» (сб. «Сатурнические поэмы»).
Картина, нарисованная Верленом, содержит очень мало конкретных образов: осенний шум, удар часов, уносимый ветром сухой лист. Брюсов сделал верленовское стихотворение конкретнее, чем оно есть в подлиннике. У него поэт выходит в поле, где «на воле мечется смелый ветер». У Верлена нет этих почти бытовых деталей, как нет и «смелого ветра», явно не соответствующего всей верленовской лексике.
Мы не знаем, какие осенние скрипки плачут у Верлена. Может быть, это печально шумят деревья? А может быть, это чувства уставшего от жизни, вступающего в свою осень стареющего человека? То же самое относится к удару часов. Пробили часы где-то в квартире? Скорее сам поэт ждёт, когда пробьёт его последний час. Эта неясность образов художественно подготавливает последнюю строку стихотворения, развивающую скорбную мысль поэта о горьком одиночестве всякого существа, обречённого на гибель в холодном равнодушном мире.
Ещё выразительнее об этом же говорит музыка «Осенней песни» — французские носовые on, an. Они звучат, как затихающие звуки колокольного звона, предвещающего появление основного страшного удара, от которого в ужасе сжимается всё живое.
«Осенняя песня» более верно звучит в переводе А. М. Гелескула.
Первые строки этого стихотворения были условным сигналом французскому Сопротивлению развернуть активные боевые действия против немцев накануне начала высадки союзников в Нормандии. 5 июня эта передача была перехвачена разведкой немецкой 15-й армии, благодаря чему немецкое командование узнало, что операция начнётся в ближайшие сутки.
Ориентация Верлена на музыкальность породила у него особые приёмы организации стиха — выделение преобладающего звука (как в романсе — ведущей мелодии), стремление к повторам, частое использование сплошных женских рифм, малоупотребительного девятисложного стиха.
В стихотворении «Поэтическое искусство», написанном в 1874 и напечатанном в 1882 году, Верлен утверждал эти приёмы, пародируя знаменитое «Поэтическое искусство» Буало. В стихотворении Верлена всё противоположно утверждениям теоретика классицизма XVII в.. Буало требовал точности, ясности. Верлен провозгласил замену ясности музыкальностью и советовал выбирать странные сочетания.
Не отказываясь от объективности искусства, призывая поэтов устремиться «за черту земного», он открывал широкие двери субъективизму. Не случайно его «Поэтическое искусство» было воспринято как сенсация молодёжью декадентского толка.

## Библиография

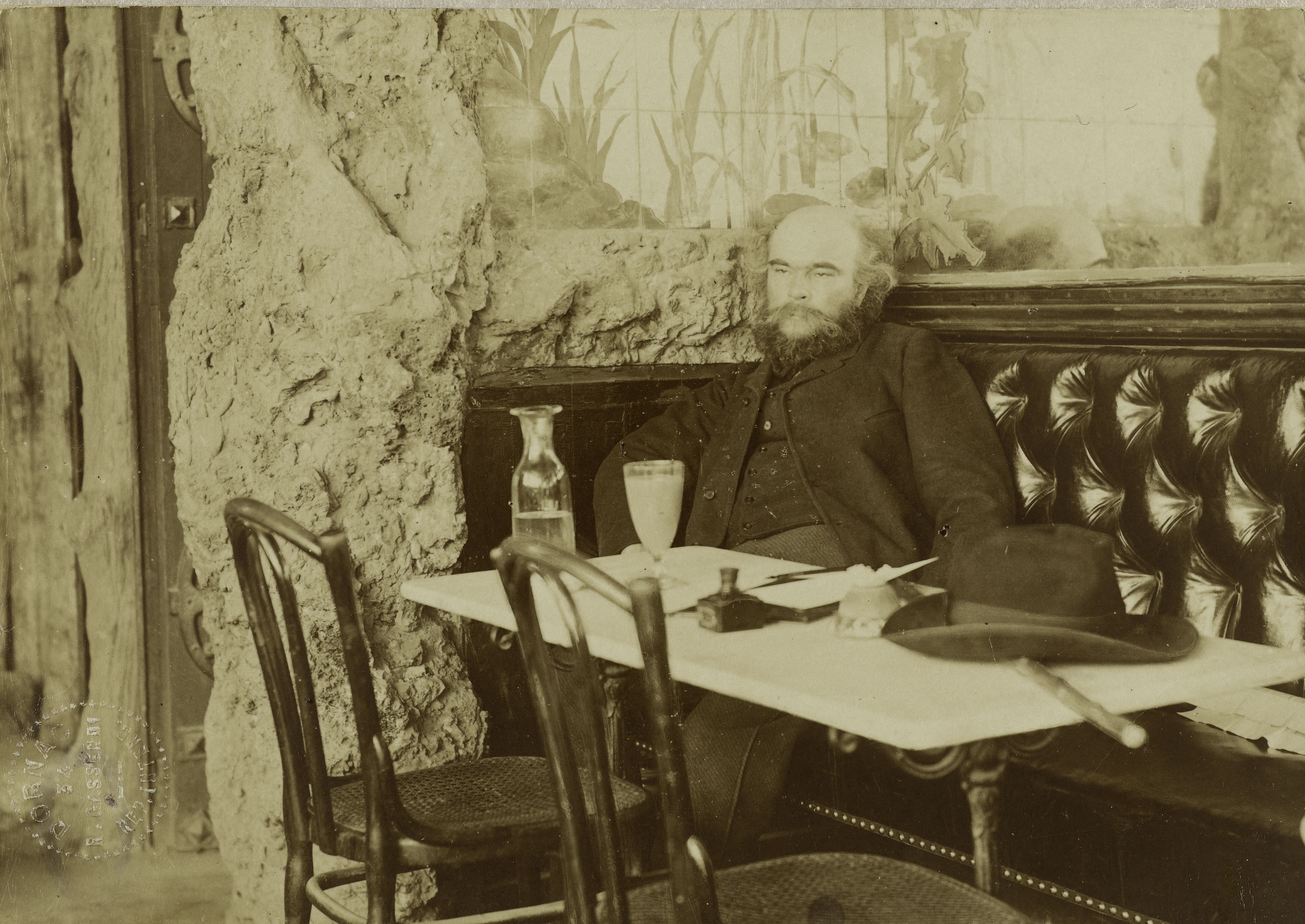
П. Верлен в кафе «Франциск Первый». Фотография Дорнака

### Стихи
- Poèmes saturniens (1866)
- Les Amies (1867)
- Fêtes galantes (1869)
- La Bonne chanson (1870)
- Romances sans paroles (1874)
- Sagesse (1880)
- Jadis et naguère (1884)
- Amour (1888)
- Parallèlement (1889)
- Dédicaces (1890)
- Femmes (1890)
- Hombres (1891)
- Bonheur (1891)
- Chansons pour elle (1891)
- Liturgies intimes (1892)
- Élégies (1893)
- Odes en son honneur (1893)
- Dans les limbes (1894)
- Épigrammes (1894)
- Chair (1896)
- Invectives (1896)
- Biblio-sonnets (1913)
- Oeuvres oubliées (1926—1940)

### Проза
- Les Poètes maudits (1884)
- Louise Leclercq (1886)
- Les mémoires d’un veuf (1886)
- Mes hôpitaux (1891)
- Mes prisons (1893)
- Quinze jours en Hollande (1893)
- Vingt-sept biographies de poètes et littérateurs (parues dans «Les Hommes d’aujourd’hui»)
- Confessions (1895)

### Издания на русском языке
- Верлен П. Стихи / Пер. Ф. Сологуба, 2 изд. — М.—П., изд. «Петроград» 1923. — 112 с., тир. 2500 экз.
- Верлэнъ П. Собранiе стихов / Пер. В. Брюсова. — М. книгоизд. «Скорпион», 1911. — 201 с.
- Верлен П. Избранные стихотворения / Сост. П. Н. Петровский. — М., 1912. — ??? с.
- то же, М., 1915: [Стихи], в кн.: Звёздное небо. Стихи зарубежных поэтов в пер. Б. Пастернака, М., 1966;
- Верлен П. Стихи // в книге «Тень деревьев. Стихи зарубежных поэтов в пер. И. Эренбурга». — М., 1969. — С.
- Верлен П. Лирика / Сост. Е. Эткинд. — М., 1969. — ??? с.
- Верлен П. Избранное / Пер. Г. Шенгели. — М., 1996. — ??? с.
- Верлен П. Стихи. — Кишинёв: Литературный фонд «Axul Z», 1996. — 192 с.
- Верлен П. Стихи // Семь веков французской поэзии в русских переводах. — СПб: Евразия, 1999. — С. 393—408.
- Верлен П. Три сборника стихов/ Сост. Г. Косиков. — М.: ОАО Издательство «Радуга», 2005. — На франц. яз. с параллельным русским текстом. — 512 с.
- Верлен П. Исповедь: Автобиографическая проза, художественная проза/ Пер. с фр. М. Квятковской, О. Кустовой, С. Рубановича, М. Яснова. — СПб: Азбука-Классика, 2006. — 480 с.
- Верлен П. Стихотворения: в 2 т./ Пер. с фр. Г. Шенгели, И. Булатовского, А. Эфрон и др. — СПб: СПИФ «Наука», 2014. — 1304 c.

## Память
- В Жюнивиле, Арденны, в бывшей гостинице «Золотой лев», которую Верлен и Летинуа часто посещали с 1880 по 1882 год, находится Музей Верлена.

- В Меце, Мозель, на родине Поля Верлена в доме по адресу улица Haute-Pierre, 2, открыт Дом писателя, который получил название Maison des Illustres.

### Образ в кинематографе
- Полное затмение (фильм, 1995)